# コルブ農園の戦い
コルブ農園の戦い（コルブのうえんのたたかい、英: Battle of Kolb's Farm）は、南北戦争中の1864年6月22日、ジョージア州コブ郡のマリエッタ市近くで、北軍のジョセフ・フッカー少将と、南軍のジョン・ベル・フッド中将の間で戦われた戦闘である。フッドが北軍への攻撃を試みたが、地形の状態が悪く失敗した。

## 背景
ジョセフ・ジョンストン将軍が率いていた南軍テネシー軍が1864年6月19日、ビッグケネソー山とリトルケネソー山の2つの標高差がある場所で構成されるケネソー戦線に落ち着くと、ウィリアム・シャーマン少将の指揮する北軍は、この新しい戦線でその弱点を探し始めた。シャーマンはこの敵軍の前線があまりに強固であり通常の攻撃では攻略できないと判断した後で、ジョンストンの前線を北軍の左翼、ジェイムズ・マクファーソン少将のテネシー軍で釘付けにし、中央軍とジョージ・ヘンリー・トーマス少将のカンバーランド軍の右翼とでジョンストン軍の左翼に回り込む位置、パウダースプリングス道路の幾らか南に回り込むことにした。トーマスはシャーマンの命令に従い、ジョセフ・フッカー少将の第20軍団を地域に移動させた。フッカーはこの作戦で、ジョン・マカリスター・スコフィールド少将の1個軍団であるオハイオ軍がその最右翼について支援されることになっていた。
ジョンストンはシャーマン軍の動きを正しく予測しており、指揮下にある3個軍団のうち、ジョン・ベル・フッド中将の1個軍団が、南のマリエッタの近くパウダースプリングス道路に沿って西の予備隊の位置にあったものを、マウントザイオン教会の近くに移させることで対応することにした。フッドは6月20日に前線から退き、6月21日朝に移動を始めるよう命令を受けた。その軍団はマリエッタを通り、6月22日に配置に就いた。

## 戦闘
6月22日早朝、南軍のフッド指揮下の1個師団を指揮していたカーター・L・スティーブンソン少将がマウントザイオン教会に近い宿営地から、パウダースプリングス道路の南側にあるコルブ農園の方向に部隊を進ませた。スティーブンソンは激しい小戦闘を報告したが、その銃火は北軍のケンタッキー第14歩兵連隊とニューヨーク第123歩兵連隊の2個連隊から来たものだと分かった。その後直ぐに、フッドがその全軍団、すなわちスティーブンソン、アレクサンダー・P・ステュワート少将、トマス・ハインドマン少将の各師団に、パウダースプリングス道路に沿って西に進行し、その前を遮る北軍を駆逐するよう命令した。このときフッドは、明らかに次の2つのうちどちらかを信じていたと考えられる。1つは、北軍の最右翼を通り過ぎており、西に向かって続いて北に向かって攻撃することで敵軍を「巻き込む」ことのできる優れた位置にいるということ、2つ目はその地域の北軍が行軍のため縦隊で展開しており、攻撃に対して脆弱であるということだった。地域にいる南軍の騎兵隊が、北軍のかなりの大きさの歩兵部隊の存在を報告しており、スティーブンソン隊が遭遇した2個連隊とは別の部隊だった。しかしその情報はタイミングよくフッドに届いていなかった。フッドがタイミングよくこの情報を受け取っていたとしても、元々攻撃的な行動を好む性格なので、その決心を変えさせた可能性は少なかった。
フッドの軍団は、スティーブンソンの師団にパウダースプリングス道路を跨らせ（2個旅団が道路の北に、2個旅団が道路の南に就いた）、ハインドマンの師団をその北に配置した。ステュワートの師団はスティーブンソンの背後に留まり、必要に応じて支援することとした。フッドの砲兵隊を含む全軍団は約14,000名だった。
北軍の側では、フッカーがフッド軍の前進について最初の警告を受けており、それを迎え撃つために軍団を塹壕線に入らせ始めた。フッドの軍団と同様に、フッカーの第20軍団はジョン・W・ギアリー、アルフェウス・S・ウィリアムズ、ダニエル・バターフィールド各少将の3個軍団で構成されていた。ウィリアムズの師団がパウダースプリングス道路に跨り、向かってくる敵の先鋒を受けることになった。ギアリーの師団はウィリアムズ師団の左翼に、バターフィールドの師団が左翼に予備軍として就いた。フッカー軍団の総勢は約15,000名だった。
フッドは午後5時過ぎたころに攻撃を掛けさせた。北軍のケンタッキー第14歩兵連隊とニューヨーク第123歩兵連隊がこの時も哨戒任務にあり、この最初の攻撃の激しさをそのまま受けて後退したが、その過程でスティーブンソンの師団にかなりの損害を与えることができた。特に最左翼にいたアルフレッド・カミング、エドマンド・ペタス各准将の指揮する2個旅団の被害が大きかった。その結果この2個旅団は北軍の散兵を押し返したあとで停滞を強いられ、次の攻撃には加われなかった。スティーブンソン師団のもう半分は森の中から道路の北に出現し、コルブ農園周辺のより開けた地域に前進を始めたが、それを北軍の砲兵が遮った。スティーブンソン師団は後退を強いられた。前進中にあまりに多くの損失を蒙り、あまりに編成が乱れていた。谷に近い位置に戻ってきたところで、不運にも北軍大砲の縦射を受けることとなり、さらに大きな被害を出した。スティーブンソンは夜が来るまで持ちこたえ、その後東に撤退した。
一方、ハインドマンの攻撃はさらに悪い結果を生んだ。地域にところどころある湿地がその前進を複雑なものにし、北軍大砲からかなりの攻撃をうけて損失を出した後に後退を強いられた。ウィリアムズの証言に拠れば、ハインドマンの師団は大砲のみによって撃退された。ウィリアムズの歩兵はここでの戦闘になんら関われなかった。
この戦闘での南軍の損失は、ある歴史家に拠ると「戦闘というよりも一方的な殺戮である」と言われるほどであり、総数約1,500名となった。この中で3分の２はスティーブンソンの師団のみで蒙ったものだった。北軍はその3分の1以下であり約250名だった。その多くを占めたのは、ニューヨーク第123歩兵連隊の48名とケンタッキー第14歩兵連隊の70名だった。

## 戦いの後
この戦闘はフッドの野戦指揮官として大きな欠陥を示すことになった。つまり適切な偵察も無しに攻撃を掛けようという傾向だった。フッドはこの後も同じ誤りを犯すことになる。そのときは軍の指揮官としてであり、アトランタ方面作戦の中で、ピーチツリークリークの戦い、アトランタの戦い、エスラ教会の戦いと続き、相当に重い結果となった。
北軍の側では勝利を得たものの、シャーマンとフッカーの間の摩擦が大きくなり災いした。南軍の最後の攻撃が止んだ後間もなく、シャーマンが状況報告を求める伝令を送ると、フッカーは次の様に答えた。
| 「 | 我々は2回の激しい攻撃を跳ね返し、満足を感じている。我が軍の唯一の不安は我が軍の最右翼である。3個軍団全体が我々の前にある | 」 |

シャーマンはこの返事を攻撃だと解釈した。スコフィールドの師団がフッカー軍団の右翼守備隊としての任務を果たしていなかったと示唆していたからだったので、スコフィールドも同様に解釈した。翌6月23日、シャーマン、フッカーと他の将官達、スコフィールドあるいはその副官の1人であるミロ・S・ハスカル准将が地元の教会で会合を開いて、フッカーの主張の真偽を検討した。多くの史料に拠れば、この会合は気まずい終わり方となり、フッカーが馬で去る時に「そのようなことを二度と起こらせてはならない」と警告したとされている。このことでフッカーのシャーマンに対する立場が一層悪化し、翌月にはフッカーが嫌っていた順位では下級にあるオリバー・O・ハワード少将を、フッカーの上級に来る地位に昇進させるというシャーマンの決断で最高潮に達した。フッカーは即座に辞表を提出し、シャーマンがそれを受領した。
この戦闘に勝利したにも拘わらず、シャーマンの回り込みを行うという意図が外され、ジョンストンのケネソー前線を破るための選択肢を再考することを強いられた。結局6月27日のケネソー山の戦いで大規模な正面攻撃を命じることになった。少なくとも1人の歴史家が指摘しているように、フッドの軍団をコルブ農園の開けた地域に誘い出せば、この手詰まりを打開できたはずであり、攻撃は必要ではなかった。それにも拘わらず攻撃が行われ、両軍に不要な損失を出させた以外に、得られるものは無かった。